# Europaturm (Mülhausen)

Europaturm in Mülhausen

Der Europaturm (französisch: Tour de l’Europe) in Mülhausen ist mit 100 Meter der höchste Wolkenkratzer des Elsasses. Das vom Architekten François Spoerry entworfene Bauwerk wurde zwischen April 1969 und 1972 erbaut und gilt als das moderne Wahrzeichen der Stadt. Eröffnet wurde der Europaturm 1973 durch den damaligen Bürgermeister von Mülhausen, Émile Muller.
Der dreischenklige Grundriss des Hochhauses symbolisiert die Lage von Mülhausen am Dreiländereck Frankreich–Schweiz–Deutschland. Seine Fassade ist konkav geschwungen. Einschließlich der Kellergeschosse verfügt der Tour de l’Europe über 37 Geschosse. Im 29. Stock auf 92 Meter befindet sich eine 550 Quadratmeter große Terrasse, die seit Mitte der 1980er Jahre für den Publikumsverkehr geschlossen ist. An der Spitze des Hochhauses auf 97 Meter befindet sich ein strukturell abgesetztes Drehrestaurant auf dem 31. Stock. Es drehte sich früher in 75 Minuten einmal um seine Achse. Auch das Restaurant ist inzwischen geschlossen. Der 30. Stock beherbergt die Verwaltung des Panoramarestaurants. Auf dem Dach des Restaurants ist eine Antenne angebracht, so dass das Bauwerk inklusive der Antenne 112 Meter hoch ist. Auf dem Vorplatz des Hochhauses sind Wappen der internationalen Städtepartnerschaften von Mülhausen ins Pflaster eingelassen.
Das vorwiegend gewerblich genutzte Hochhaus verfügt über 180 Apartments und fünf Aufzüge, die 3 Meter/Sekunde schnell sind. Nur der Aufzug mit der höchsten Beförderungskapazität fährt bis in den 29. Stock. Ein kleinerer, separater Lift verbindet den 29. Stock mit dem Drehrestaurant und den zugehörigen Geschossen. Nach den ersten Projektplanungen im Jahr 1965 hätte das Hochhaus 130 Meter hoch werden sollen und damit das Pirelli-Hochhaus in Mailand übertrumpft. Wegen zusätzlicher Baukosten für Sicherheitsanforderungen wurde die ursprüngliche Höhe auf 100 Meter reduziert.